# Yamaga

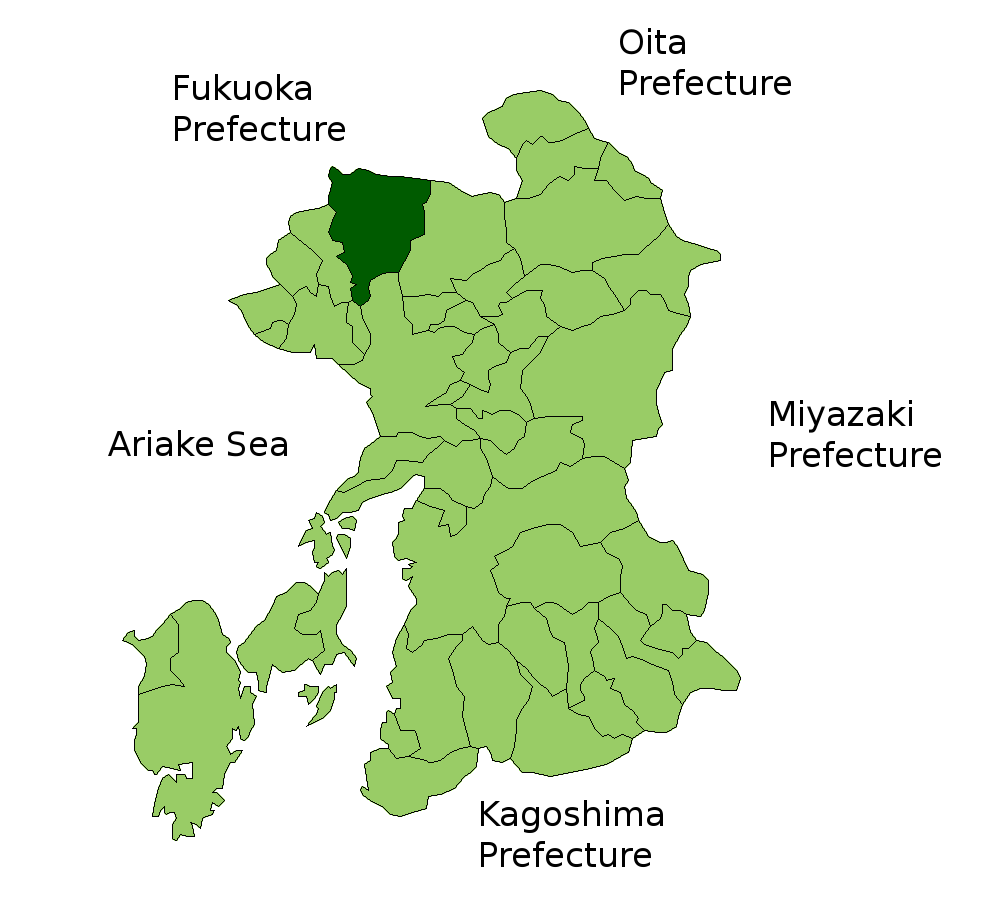

Yamaga (山鹿市 Yamaga-shi?) este un municipiu din Japonia, prefectura Kumamoto.